# Екидин
Екидин (каз. Екідің) — село в Костанайской области Казахстана. Находится в подчинении городской администрации Аркалыка. Административный центр Екидинского сельского округа. Код КАТО — 391646100. Расположено на территории Амангельдинского района.
Рядом с селом находится Екидын — два дына — ритуальное сооружение, памятник архитектуры Казахстана.

## Население
В 1999 году население села составляло 874 человека (452 мужчины и 422 женщины). По данным переписи 2009 года, в селе проживало 468 человек (235 мужчин и 233 женщины).